# Skokholm
Skokholm és una illa adscrita administrativament al comtat gal·lès de Sir Benfro; al sud de la veïna illa de Skomer, forma part d'un petit arxipèlag davant de l'extrem de la península de Marloes. És reserva natural, fa un quilòmetre quadrat i està deshabitada. El seu propietari és un patronat, el Wildlife Trust of South and West Wales.
Skokholm es feu famosa per Ronald Lockley, un ornitòleg conegut pels seus estudis dels frarets i les baldrigues, que visqué i investigà allí, i a la que dedicà diversos dels seus llibres. Ynis Skokholm, com se l'anomena en gal·lès, va ser el 1933 el primer Observatori d'Ocells oficial de la Gran Bretanya. Les aigües que envolten l'illa són reserva marina.
L'illa també és coneguda pels penya-segats de 30 metres d'alçada, caracteritzats per la pedra de gres vermell (old red sandstone, una mena de gresos provinents del Devonià a la Gran Bretanya), on nien les aus marines. A l'extrem sud-oest de l'illa, un far del 1916 encara fa servei en aquesta costa traïdora.

## Fauna

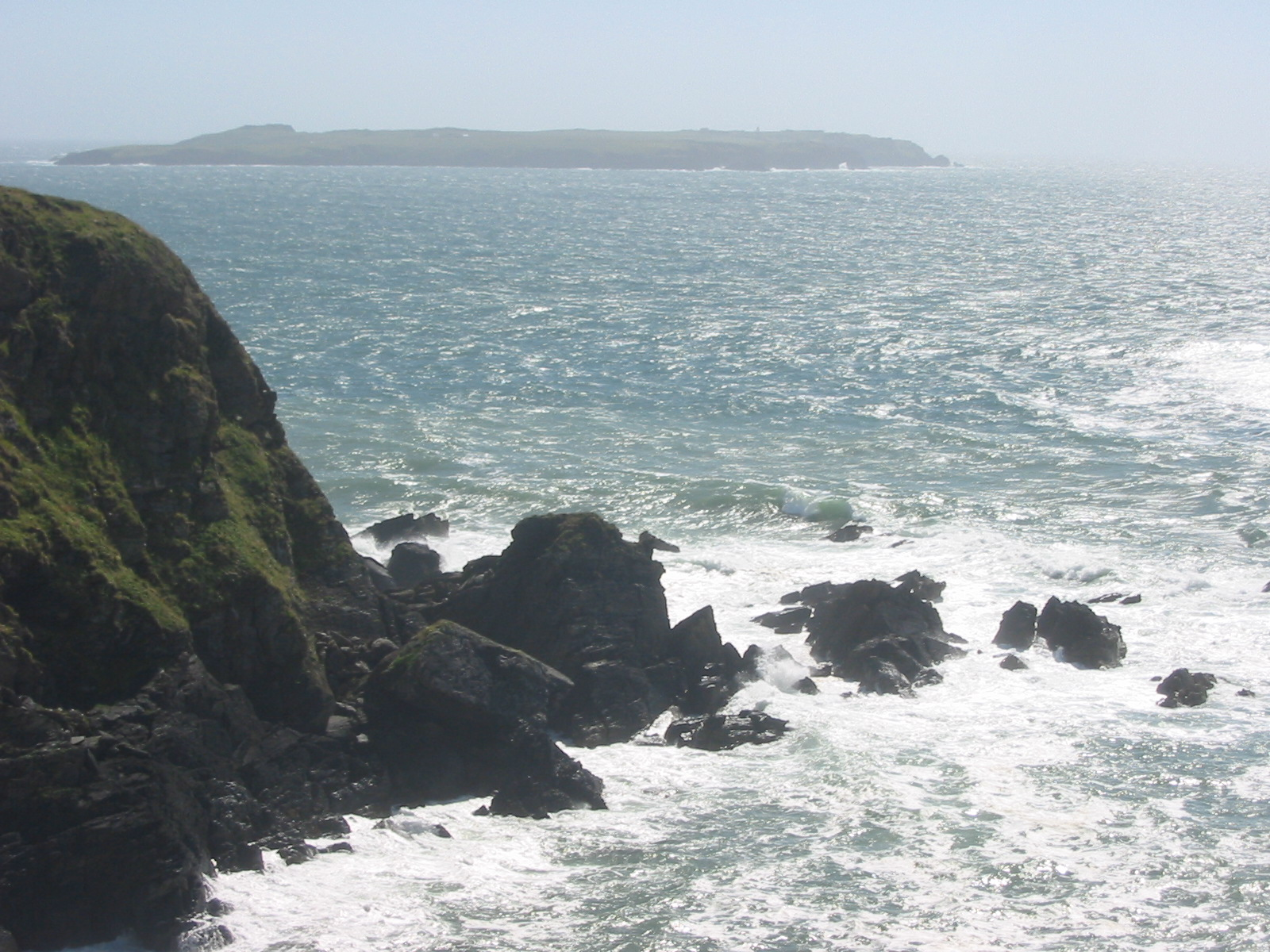
Vista de l'illa de Skokholm

A semblança de les veïnes illes de Skomer i Grassholm, aquesta és lloc de niada de variadíssimes espècies d'aus; a banda, moltes altres fan de les illes lloc de recalada en les seves emigracions. S'hi poden observar poblacions de frarets (Fratercula arctica), baldrigues de Manx (Puffinus puffinus), ocells de tempesta (Hydrobates pelagicus), gralles de bec vermell (Pyrrhocorax pyrrhocorax), falcons pelegrins, còlits (Oenanthe), garses de mar (Haematopus ostralegus), titelles (o titines Anthus pratensis), aloses (Alauda arvensis), somorgollaires (Uria aalge albionis), cauets (o gavots Alca torda) i corbs.

## Història
El nom de l'illa sembla que és de procedència escandinava (com Stockholm), vinculat probablement a les incursions víkings; antigament el nom hauria tingut -en gal·lès- una forma Sgogwm o Sgoc-holm El nom derivaria de scog, tronc o bosc, i holm, illa.
Anteriorment una possessió del comte de Pembroke, l'any 1646 es documenta un contracte de venda per tres-centes lliures a favor de l'advocat William Philipps. La possessió romangué en la família tres segles i mig, fins a la mort de la senyora del castell de Dale, Osra Lloyd-Philipps (1920-2005). Els marmessors posaren la finca a la venda, fent constar un dret de retracta en favor del Wildlife Trust que l'havia gestionada el darrer mig segle. Després d'una gran subscripció popular (650.000 lliures esterlines), l'illa fou adquirida pel patronat l'abril del 2006.

## Accés

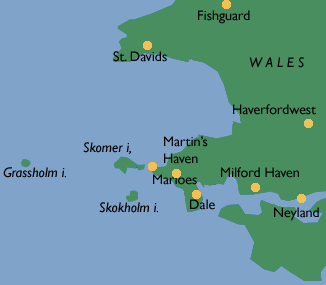
Mapa de la zona

Hom pot accedir a Skokholm per bot des de Martin's Haven, però cal autorització prèvia del Wildlife Trust of South and West Wales. Anteriorment, els visitants podien demanar de fer nit a l'illa en condicions molt senzilles, però l'estat dels edificis ha aconsellat de suspendre aquest dret. Es preveu que es tornin a admetre estades l'any 2010, quan s'hauran restaurat les edificacions.